# 히포수도르산
히포수도르산(영어: Hipposudoric acid, -酸)은 하마의 표피에서 분비되는 빨간색 색소 물질이다. 이 물질을 분비하고 있는 하마는 겉보기엔 마치 피가 땀처럼 흘러내리는 것 같아 보이지만, 혈액이나 땀과는 전혀 다르다.
구조유사체인 주황색 노르히포수도르산과 마찬가지로 피부에 악영향을 끼치는 자외선을 막아주고 항균제 역할도 하는 물질이다. 히포수도르산은 호모젠티스산의 산화 이합체화에 의해 생성된다.

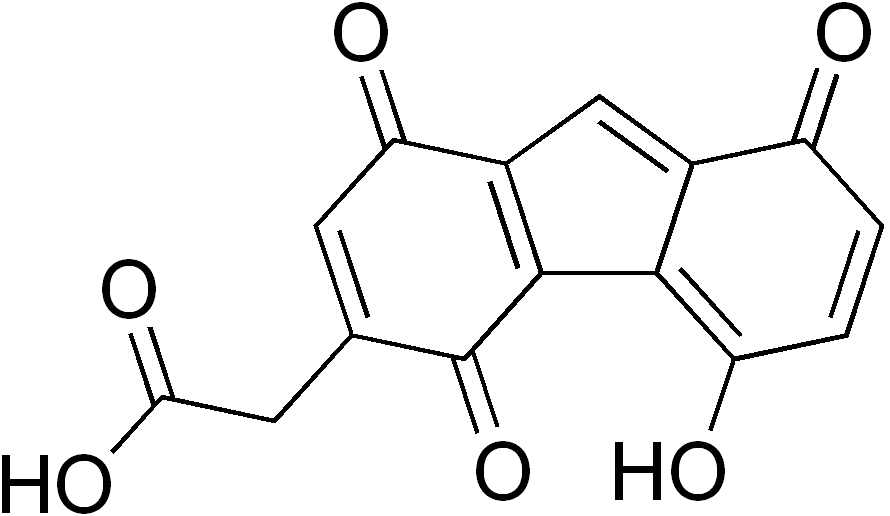
노르히포수도르산의 구조